# Флоријан Аје
Флоријан Аје (фр. Florian Ayé; Париз, 19. јануара 1997) француски је фудбалер који тренутно игра за Брешу. Пореклом је из Бенина, а прошао је све млађе репрезентативне селекције Француске.

## Трофеји и награде
Осер II
- Пета лига Француске у фудбалу : 2014/15.

Француска до 19
- Европско првенство : 2016.